# Oud Gereformeerde kerk (Colijnsplaat)
De Oud Gereformeerde kerk is een voormalig kerkgebouw in de Noord-Bevelandse plaats Colijnsplaat, gelegen aan de Havelaarstraat. Het gebouw uit 1912 is na de opheffing van de gemeente in 1973 verkocht aan een particulier.

## Geschiedenis
Nadat een groep leden van de Gereformeerde Kerk van Colijnsplaat bezwaren hadden met deze gemeente besloot L. Franke (1875-1942), in 1912, huissamenkomsten te organiseren. Er werd een Oud Gereformeerde Kerk gesticht en er werd aansluiting gezocht bij de Oud Gereformeerde Gemeenten onder dominee L. Boone uit Sint Philipsland. De omvang van de groep was groot genoeg om een eigen kerkgebouw te laten bouwen, naar een ontwerp van J.N. Snoep. Op 16 mei 1913 werd de groep oud gereformeerden een zelfstandige gemeente. L. Franke werd kort hierna als lerend ouderling aangesteld waardoor de gemeente ook wel de naam Frankianen kreeg.
Nadat de wens van de gemeente om Franke aan te laten stellen als dominee door ds. Boone werd geweigerd, besloot de gemeente zich aan het kerkverband te onttrekken en werd het een vrije en zelfstandige gemeente. In oktober 1917 werd Franke aangesteld als dominee door een ouderling uit de gemeente.
Tussen 1927 en 1928 was de gemeente voor korte tijd aangesloten bij de Gereformeerde Gemeenten. Tussen 1946 en 1968 was de gemeente weer een periode aangesloten bij de Oud Gereformeerde Gemeenten.
De gemeente bleef bestaan totdat het laatste lid overleed, in 1973. Het kerkgebouw werd verkocht aan een bloemenhandel.